# Brittonella
Brittonella is een kevergeslacht uit de familie van de boktorren (Cerambycidae). De wetenschappelijke naam van het geslacht werd voor het eerst geldig gepubliceerd in 1932 door Fisher.

## Soorten
Brittonella is monotypisch en omvat slechts de volgende soort:
- Brittonella chardoni Fisher, 1932